# Flughafen Brownsville

i7
i11
i13
Der Brownsville/South Padre Island International Airport (IATA-Code: BRO, ICAO-Code: KBRO) ist ein öffentlicher Flughafen auf 7 m Seehöhe 8 km östlich von Brownsville, Texas, in den Vereinigten Staaten. Die Fläche des Flughafens beträgt 1200 ha. Er hat zwei Asphaltpisten mit 2255 m bzw. 1829 m Länge und jeweils 46 m Breite und eine Asphaltpiste mit 914 m Länge und 23 m Breite.

## Geschichte
Im Jahr 1929 erteilte die US-Post der Pan Am den Auftrag, die Post über Tampico nach Mexiko und weiter in die mexikanische Hauptstadt zu fliegen. 1929 erwarb sie eine Mehrheitsbeteiligung an Mexicana de Aviación und begann mit dem Ford Trimotor-Dienst zwischen Brownsville und Mexiko-Stadt, der schließlich auf die Halbinsel Yucatan ausgedehnt wurde. Am 9. März 1929 landete Charles Lindbergh in Brownsville nach einem historischen Flug von fünf Stunden und 38 Minuten von Mexiko-Stadt und gründete damit den ersten internationalen Luftpostdienst. Brownsville wurde aufgrund der schlechten Wetterbedingungen, denen Piloten in den Bergen über Mexiko begegneten, zu einem frühen Zentrum für technische Entwicklung in der Instrumentennavigation ("Blindflug").
Im Jahr 1931 flog American Airways eine Route mit mehreren Stopps von Brownsville nach Dallas, die mit Chicago, Los Angeles und anderen Städten verbunden war. Braniff Airways nahm 1934 den Dienst auf und Eastern Air Lines kam 1939.
Während des Zweiten Weltkriegs wurde der Flughafen in Brownsville Army Air Field umbenannt und vom Militär für Pilotenausbildung, Triebwerkstests und Überholungen genutzt.
Nach dem Krieg (1949) wurde Brownsville von fünf Fluggesellschaften angeflogen: Pan American, Braniff, Eastern, Trans Texas und einer mexikanischen Fluggesellschaft. Die Einführung größerer Flugzeuge und die Eröffnung neuer Flughäfen in den 1950er Jahren veränderten das Bild. Pan American verlegte ihr nördliches Terminal von Brownsville nach Houston, Matamoros und Harlingen.
Das heute noch bestehende Passagierterminalgebäude wurde 1971 gebaut, während der Flugsicherungsturm Anfang der 1980er Jahre gebaut wurde.
Braniff gab 1982 ihr Geschäft auf, nachdem sie Brownsville 48 Jahre lang bedient hatte. In späteren Jahren kamen mehrere Fluggesellschaften für kurze Zeit an und stellten dann wieder ihren Dienst ein. Im Jahr 1983 wurde der Flughafen in Brownsville-South Padre Island International Airport umbenannt.
Der Flughafen war mehrere Jahre ohne Linienverbindung, bis Continental Airlines 1993 kam.

## Flugbetrieb

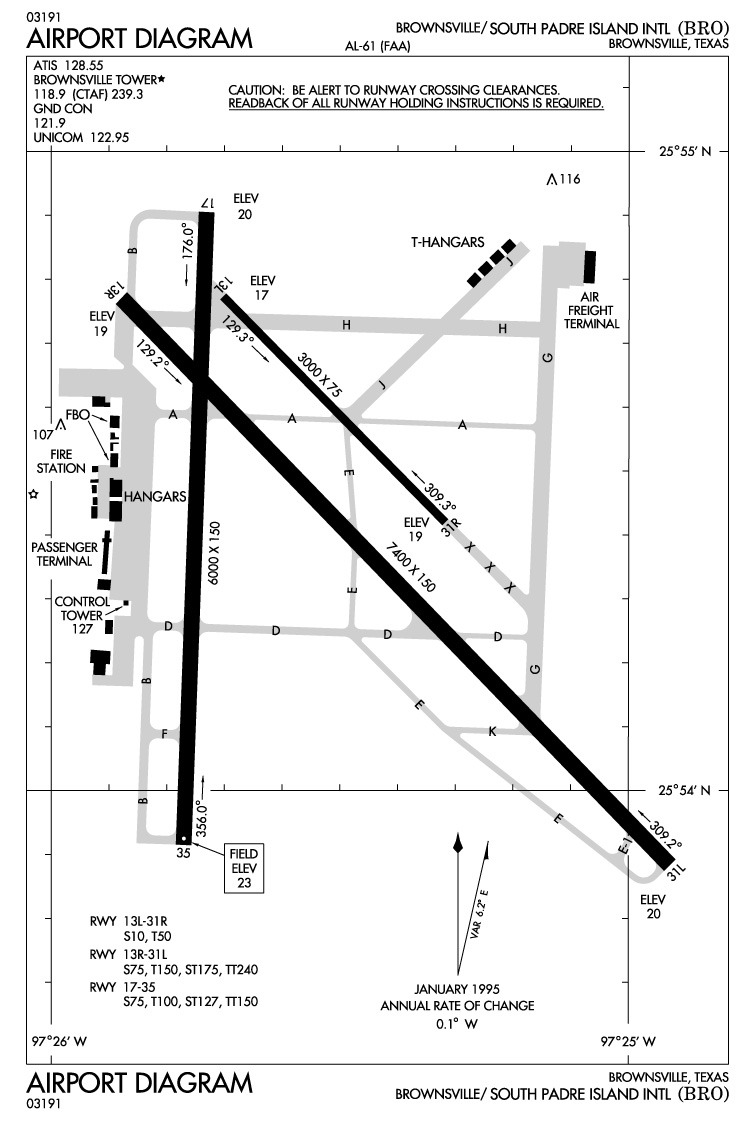

Im Jahre 2021 haben 37.412 Flugbewegungen stattgefunden, 1.157 lokale Bewegungen, 10.930 Zwischenlandungen, 5.112 Air-Taxi-Flüge, 3.407 militärische Flüge und 3.088 Frachtflüge. 27 einmotorige und 27 zweimotorige Turboprop-Flugzeuge, 1 Jetflugzeug waren 2021 hier stationiert.
Die wichtigsten Fluggesellschaften derzeit am Flughafen sind American Airlines und United Airlines.

## Zwischenfälle
- Am 18. Januar 2018 wurde an einer Convair CV-580 der mexikanischen Air Tribe (Luftfahrzeugkennzeichen XA-TRB) auf dem Flughafen Brownsville nach einer Überholung bei einem Probelauf der Triebwerke durch das Wartungspersonal versehentlich das Fahrwerk eingefahren. Das Flugzeug wurde irreparabel beschädigt. Über Personenschäden ist nichts bekannt.[9]